# Clube Artístico Lacobrigense
O Clube Artístico Lacobrigense é uma associação cultural, sedeada num edifício histórico situado no centro da cidade de Lagos, na região do Algarve, em Portugal.

## História e descrição
A sede do clube está situada na Rua General Alberto da Silveira, no centro de Lagos. É utilizada em vários eventos festivos e culturais, tendo por exemplo albergado a Festa das Flores em Março de 2017, organizada em conjunto com a Câmara Municipal de Lagos e a Junta de Freguesia de São Gonçalo de Lagos. Em 30 de Março de 2018 foi o palco do concerto de estreia do grupo Plasticine, que se destacou no panorama musical português. Em Dezembro desse ano, o Clube Artístico organizou o Festival Mar – Encontros de Música e Artes, que reuniu concertos e exposições de arte, e cujas receitas reverteram a favor de um cidadão de Lagos que sofria de uma doença rara. Também fez parte do programa do Festival de Música Moderna, organizado em Agosto de 2022. Na sede também são organizadas reuniões e conferências, como a sessão pública de apresentação das candidatas do Bloco de Esquerda para a Câmara Municipal e a Assembleia Municipal de Lagos, em 31 de Agosto de 2017.
A associação foi fundada em 24 de Agosto de 1872.
Em 2009, o ciclo de espectáculos Isto só à Lambada, organizado pelo Clube Artístico Lacobrigense, provocou uma viva polémica entre aquela associação e a Câmara Municipal de Lagos, tendo a autarquia recebido várias reclamações de vários cidadãos devido à «forma desrespeitosa e vulgar com que determinadas pessoas e entidades são retratadas», e ao próprio conteúdo, que foi «considerado ofensivo, degradante e humilhante, e a linguagem utilizada, considerada menos própria». O município declarou que «ao ceder às associações o Centro Cultural, espera espectáculos condignos com o mais nobre espaço cultural do município, que não ponham em causa bom-nome e reputação pública de pessoas e entidades». Em resposta, o presidente do Clube Artístico, Amílcar Reis, afirmou que considerava «estranha a carta agora recebida», uma vez que «Durante os espectáculos, estive junto do presidente, da vice-presidente e de vereadores e ninguém me manifestou desagrado», tendo acusado o autarquia de «prepotência». O encenador, José Duarte, comentou que «esta atitude de censura não nos vai inibir. Se nos for retirado o subsídio anual do município e o centro cultural, iremos fazer teatro e revista na rua ou mudamos de localidade».
Em Fevereiro de 2015, o clube assinou um acordo com a Câmara Municipal de Lagos no sentido de formalizar a ocupação do edifício onde estava sedeada, e que pertencia à autarquia. Com este protocolo, o município entregou o imóvel à associação a título gratuito, durante um período de vinte anos, legalizando desta forma a situação, já que desde a sua inauguração que o clube estava a ocupar o edifício por um «contrato de arrendamento verbal». Segundo a Câmara Municipal, esta decisão foi baseada na forma como o Clube Artístico Lacobrigense era «uma coletividade de utilidade pública já com 137 anos de atividade, promovendo iniciativas culturais e recreativas no município desde então e, por último, o ser competência das câmaras municipais o apoio a atividades de natureza social, cultural, educativa e recreativa».
Em 24 de Agosto de 2022 foram comemorados os 150 anos da inauguração do clube, durante o qual foi apresentada a obra Elementos para a história do Clube Artístico Lacobrigense, de José António de Jesus Martins.